# Anthony Rizzo
Anthony Vincent Rizzo (Fort Lauderdale, Florida, 1989. augusztus 8. –) amerikai profi baseballjátékos, aki a Major League Baseball (MLB) bajnokságban szereplő New York Yankees egyesvédője. Az MLB-ben korábban a San Diego Padres és a Chicago Cubs csapatában is játszott. Rizzo háromszoros All-Star-játékos.
Rizzót a 2007-es MLB-draft hatodik körében igazolta le a Boston Red Sox, ahol a franchise egyik legígéretesebb alsóbb ligás játékosa lett. A 2010-es szezon után három másik alsóbb ligás játékossal karöltve elcserélték Adrián González All-Star első védőért a San Diego Padres csapatával. Rizzo első MLB-mérkőzését 2011-ben, a San Diego csapatában játszotta le. Miután 2012-ben elcserélték a Cubszal All-Star játékossá nőtte ki magát; 2014 és 2016 között egymást követő három alkalommal is játszott az All-Star mérkőzéseken, illetve a 2016-os szezonban, amikor a Cubs megnyerte a World Seriest, a Silver Slugger-, a Aranykesztyű-, a Platinakesztyű-, valamint egy évvel később a Roberto Clemente-díjat is elnyerte.

## Profi pályafutása

### Alsóbb ligák
Rizzót a 2007-es Major League Baseball-draft hatodik körében, a parklandi Marjory Stoneman Douglas Középiskolából választotta a Red Sox, 325 000 dolláros szerződési bónuszért. A draft előtt úgy tervezte, hogy a pályafutását a Florida Atlantic University csapatában folytatta volna. A Red Sox-franchise Gulf Coast League Red Sox, Greenville Drive, Salem Red Sox és Portland Sea Dogs csapataiban is játszott. A 2008-as szezon nagy részét ki kellett hagynia, mivel korai stádiumban lévő klasszikus Hodgkin-kórt állapítottak meg nála. Rizzo 2009-ben tizenkettő hazafutást ütött. 2010-ben összesítve .260-es ütőátlagot, .334-es elsőbázisra jutási átlagot (OBP), .480-es súlyozott ütőátlagot (SLG), illetve 42 duplát, 25 hazafutást és 100 ütéseiből befutott pontot ért el a High-A szintű Salem és a Double-A szintű Portland között. Megnövekedett erejét a lendítései megkönnyítésével és a lábai jobb használatával magyarázta.

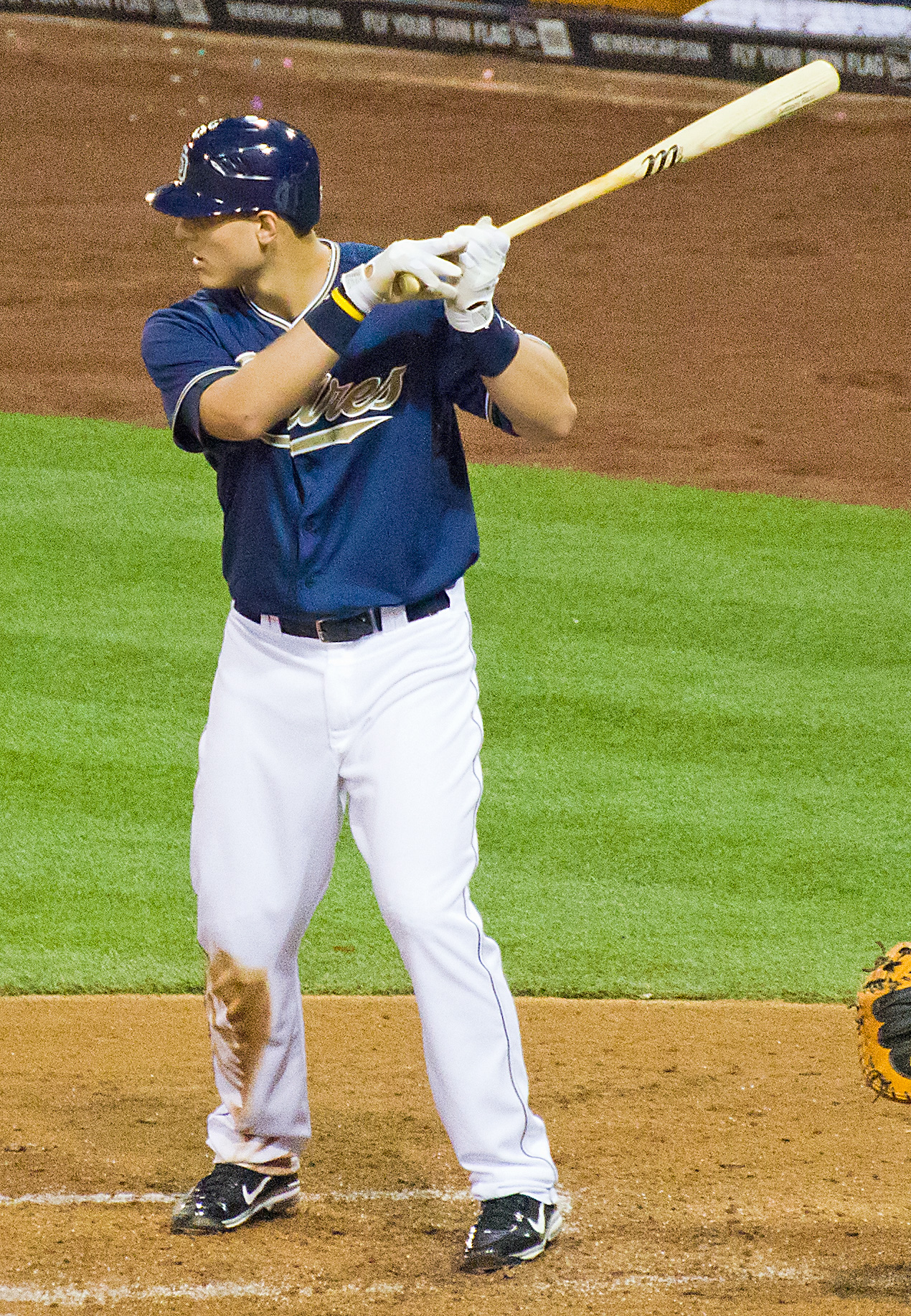
Rizzo a San Diego Padres színeiben, 2011-ben

### San Diego Padres
2010. december 6-án Rizzót, Casey Kellyt, Reymond Fuentest és Eric Pattersont elcserélték Adrián González All-Star egyesvédőért a Padres csapatával. Rizzót a Red Sox franchise harmadik legígéretesebb alsóbb ligás játékosának (Kelly volt az első), illetve a legígéretesebb alsóbb ligás erőütőjének tartották. Kevin Boles, Rizzo menedzsere a Salemnél, korábban Gonzálezzel is dolgozott az alsóbb ligákban. Boles szerint „Rizzo nagyon emlékeztet Adrián Gonzálezre … Rizzo nagyobb gyerek és az ereje is nagyobb, Adrián egy kicsit inkább kontaktütő, de nagyon hasonló a játékstílusuk… Nagyon nagyra tartottuk Anthony Rizzót. Rohadt jó játékos lesz majd belőle.” Jed Hoyer, a Padres vezérigazgatója arra számított, hogy Rizzo vagy Kyle Blanks a Padres kezdő egyesvédőjének növi ki magát.
A Padres a csapat keretén kívüli játékosként meghívta Rizzót a 2011-es tavaszi edzőtáborba. A 2011-es szezont a Triple-A szinten, a Tucson Padres csapatában kezdte. Az első tizenöt játék során .452-es ütőátlagot, illetve hat hazafutást és huszonnégy ütéseiből befutott pontot ért el. 2011 májusában a San Diego Union-Tribune arról tett jelentést, hogy Rizzo Major League-bemutatkozását még annak ellenére is elhalaszthatja a Padres, hogy a csapat támadójátéka az egész MLB-ben a leggyengébb, mivel ezzel elkerülhetik a „Super Two” fizetésegyeztetési kivételt. A csapat Rizzo Double-A szint feletti és balkezes dobók elleni tapasztalatának hiányát emelte ki a Tucsonban való továbbjátszás okaiért.
Rizzót az után hívták fel az MLB-be, miután a Tucsonban 52 mérkőzés és 200 lapkára való kiállás alatt .365-es ütőátlagot és 1,159-es elsőbázisra jutási- és a súlyozott ütőátlagot (OPS), illetve 16 hazafutást és 63 ütéséből befutott pontot szerzett. A San Diego Union-Tribune szerint Rizzo volt a „legünnepeltebb Padres-felhívott” Roberto Alomar 1988-as bemutatkozása óta. Rizzo felhívására a Padres gyenge támadóteljesítménye és az első bázisra beosztott tapasztalt játékosok hasonlóan gyenge védőteljesítménye miatt került sor.
A 2011. június 9-i, Washington Nationals elleni bemutatkozásán az első lapkán való megjelenésénél kiejtették, azonban a következőnél triplát ütött, majd be is futott a hazai bázisra, ezzel hozzájárulva a Padres 7–3 arányú győzelméhez. Első hazafutását június 11-én John Lannannal szemben szerezte. Három játék után egy duplával, egy triplával és egy hazafutással hétből háromszor tudta játékba hozni a labdát, valamint a türelmét igazolva négy sétát is kiharcolt, így .667-es volt az elsőbázisra jutási átlaga (OBP). Július 21-én visszaküldték a Triple-A szintű csapatba, mivel Blankset felhívták a helyére. Rizzo küszködött a legfelső osztályban; 98 lapkán való megjelenés után mindössze .143-es ütőátlagot és egy hazafutást szerzett, illetve mindezek mellett még 36 alkalommal ki is ejtették. Hoyer szerint Rizzo első Major League-játékai során „keményen dolgozott, sosem állt elő kifogásokkal és megkedveltette magát a csapattársaival”.
Rizzót szeptember 4-én, miután a Tucsonnál a szezont 93 játék után .331-es ütőátlaggal, 26 hazafutással és 101 ütéseiből befutott ponttal zárta ismét felhívták a Major League-be. Az első szezonját a San Diegóban 121 lapkára való kiállás után mindössze .141-es ütőátlaggal és 46 strikeouttal zárta. Hoyer bízott benne, hogy a 2012-es szezonra Rizzo lesz a Padres egyesvédője, míg Jesús Guzmán a helyettese. Mindezek ellenére azonban Yonder Alonso Rizzo elé került a csapat depth chartján, miután a Padres 2011 decemberében elcserélte érte Mat Latost.

### Chicago Cubs

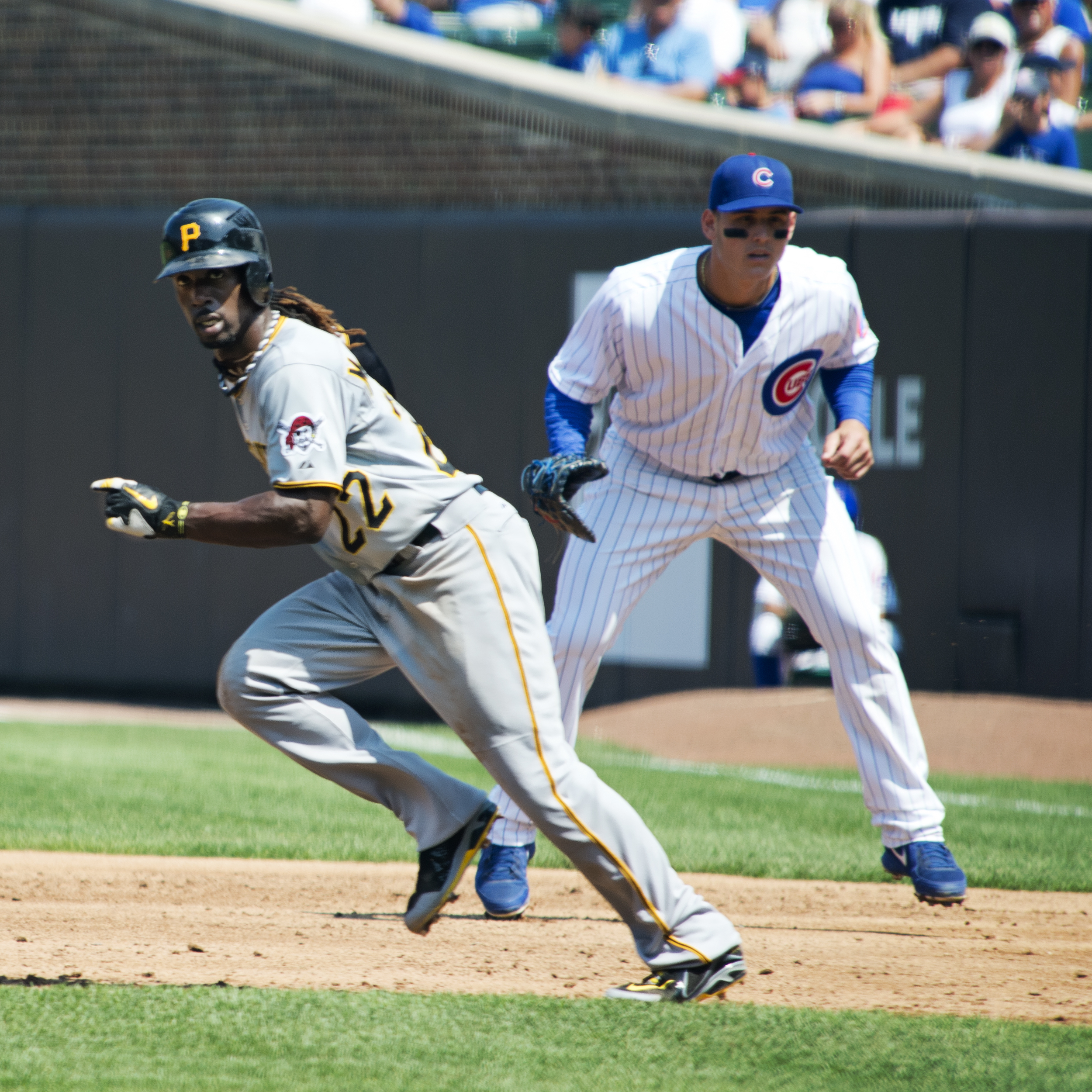
Rizzo (jobbra) egyesvédőként a Chicago Cubs csapatában, 2012-ben

A Padres 2012. január 6-án elcserélte Rizzót és Zach Cates jobbkezes kezdődobót a Chicago Cubs csapatával Andrew Cashner jobbkezes kezdődobóért és Na Kjongmin külsővédőért. A cserét Jed Hoyer, a Cubs vezérigazgatója alkudta ki. Hoyer draftolta Rizzót is, amikor még a Red Sox csapatában segéd-vezérigazgatóként dolgozott, majd ő szerződtette le Rizzót, amikor már a Padres vezérigazgatója volt. Hoyer önmagát okolta, amiért túl korán hívták fel Rizzót a Major League-be.

#### 2012
Rizzo a 2012-es szezont a Triple-A szintű Iowa Cubsban kezdte. Az alsóbb ligákban ismét kitűnt; .342-es ütőátlagot, illetve 23 hazafutást és 62 ütéseiből befutott pontot szerzett, mielőtt június 26-án fel nem hívták a Cubsba. Hasonlóan a San Diego csapatában történt felhívásához, itt is arra számítottak, hogy kisegíti a gyatrán teljesítő támadójátékot.
Rizzo lett a Cubs történelmének első olyan játékosa, aki az első öt mérkőzésén három olyan ütéseiből befutott pontot szerzett, mellyel a csapata megnyerte a mérkőzést. Júliusban hét hazafutást ütött, ami a legtöbb volt amit egy Cubs-újonc ütött egy naptári hónapban Mel Hall 1983 augusztusábam ütött kilenc hazafutása óta. A hazafutások, biztos ütések (32), ütéseiből befutott pontok (17), valamint összes bázisok (55) terén a Nemzeti Ligát (NL) is vezette az újoncok között ebben a hónapban. Mindezek mellett a második volt az NL-újoncok között a befutott pontok (14), valamint .330-es ütőátlaggal, .375-es elsőbázisra jutási átlaggal és .567-es súlyozott ütőátlaggal is a harmadik helyen állt. Júliusban a hónap újoncának választották.

#### 2013
Rizzo 2013. május 12-én aláírt egy 7 évre szóló 41 millió dolláros szerződést. A szerződésben két évnyi teljesítményalapú hosszabbítást is megszabtak, amely szerint a szerződés 9 évre és 73 millió dollárra módosítható. Rizzo volt a Cubs Heart and Hustle-, valamint Roberto Clemente-díj szavazásainak döntőse. Rizzo második helyen végzett az egyesvédőknek kiosztott Aranykesztyű díj szavazásán. Annak ellenére, hogy a 2013-as szezon a gyengébb évei közé tartozott, azonban még 606 lapkán való megjelenés során így is 23 hazafutást és 44 duplát ütött, .233-es ütőátlag mellett.

#### 2014
Május 3-án ötödik olyan mérkőzését játszotta le, melyen több hazafutást is ütött, majd június 6-án a pályafutása második walk-off hazafutását is megszerezte. Rizzót a rajongók végső szavazásával ismét beválogatták az All-Star játékba, Chris Sale White Sox-dobóval karöltve. Rizzo Starlin Castro csapattársával vett részt a minneapolisi All-Star játékon. Július végén megnyerte az első hét játékosa díját. Rizzo szeptember közepén a legfiatalabb játékos lett, aki megkapta a „fiatalok számára kitűnő példaképeknek” kiosztott Branch Rickey-díjat. A szezont .913-es elsőbázisra jutási- és a súlyozott ütőátlagösszeggel (harmadik a Nemzeti Ligában), 32 hazafutással (második a Nemzeti Ligában) és 16,4-es lapkára való kiállás osztva hazafutásokkal (második a Nemzeti Ligában) zárta, illetve a Nemzeti Liga legértékesebb játékosa szavazásán is a tizedik helyen végzett.

#### 2015
Rizzót a játékosok szavazásán beválogatták a 2015-ös All-Star csapatba, így egymást követő két évben is játszott a mérkőzésen. Pályafutása során először a hazafutásversenyen is részt vett, azonban Josh Donaldsonnal szemben az első körben alulmaradt. Szeptember 8-án Michael Wacha Cardinals-dobóval szemben megszerezte a 100. hazafutását és a 300. ütéseiből befutott pontját. Rizzót a 2015-ös szezon során harmincszor találták el a dobók, így Don Baylor mellett az egyetlen olyan játékos, akit egy szezon során harmincszor dobtak le és harminc hazafutást is ütött. Rizzo az alapszakaszt 701 lapkán való megjelenés után .278-es ütőátlaggal, 31 hazafutással, 38 duplával és 101 ütéseiből befutott ponttal zárta, valamint a Nemzeti Liga legjobb játékosának járó díjának szavazásán is a negyedik helyen végzett.

#### 2016

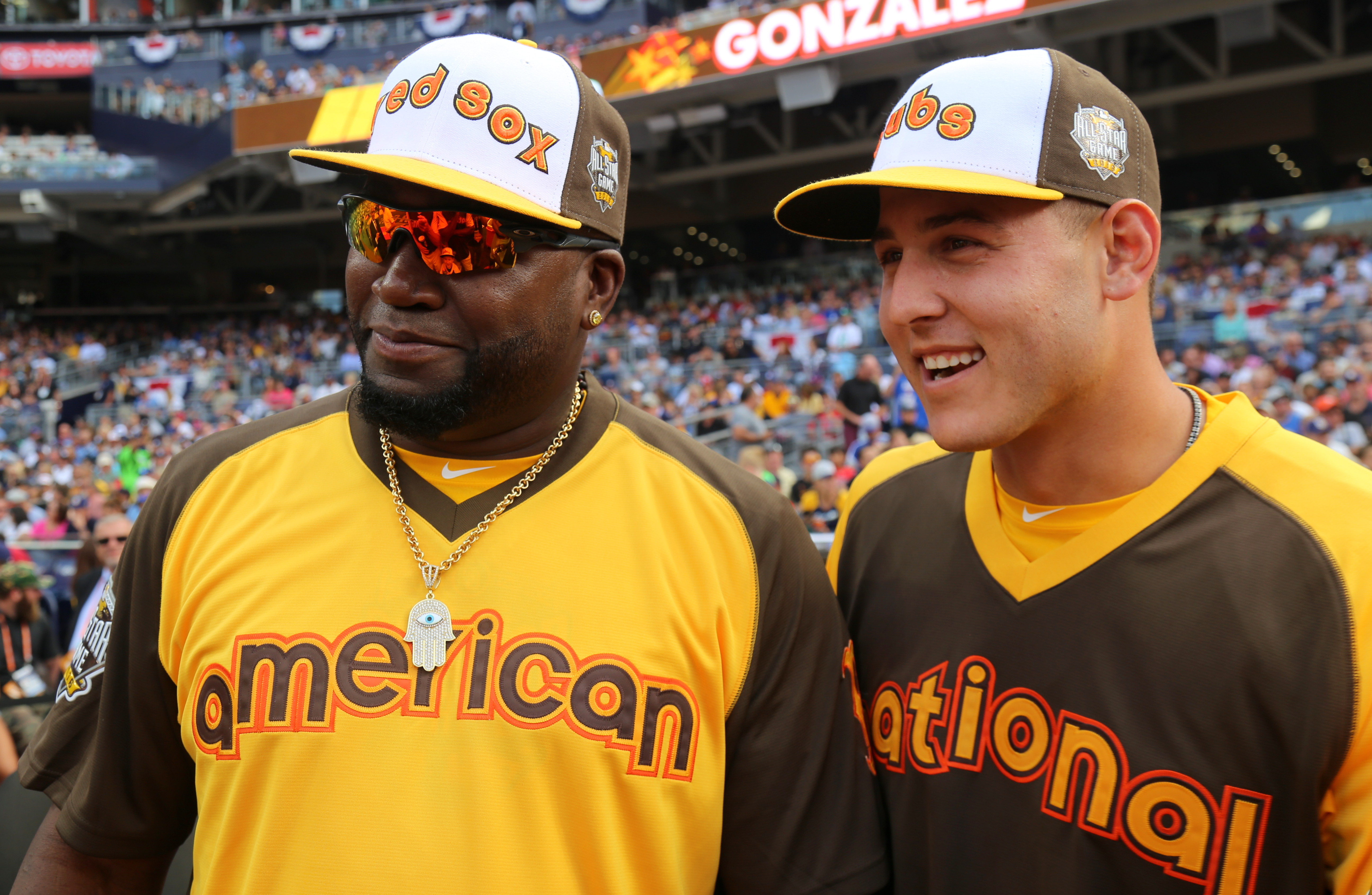
Rizzo (jobbra) David Ortizzal a 2016-os hazafutásversenyen

Rizzo a 2016-os All-Star játék kezdő egyesvédője volt, a Nemzeti Ligában a legtöbb rajongói szavazatot kapta. Rizzo az év végére a Cubs történelmének harmadik és az első balkezes játékosa lett, aki több mint 40 duplát és 30 hazafutást ütött egy szezon alatt. Rizzo 155 játék alatt 583-szor állt ki a lapkára és 94 futást szerzett. A szezon során 16-szor dobták le és 170 biztos ütése volt, melyből 43 dupla, 4 tripla, 32 hazafutás és 109 ütéseiből befutott pont volt. Az évet .292-es ütőátlaggal zárta és a Nemzeti Liga legjobb játékosának járó díjának szavazásán is a negyedik helyen végzett. Rizzo kiemelkedő védőjátékát Aranykesztyű díjjal jutalmazták. Rizzo egyike volt a Marvin Miller Man of the Year Award szavazásának hat döntősének, valamint a Cubs jelöltje is volt a Roberto Clemente-díjra. Rizzo rendkívül gyengén kezdett a rájátszás során, azonban az NLCS során új erőre kapott. Szerves része volt a Los Angeles Dodgers elleni utolsó három győztes mérkőzésnek. Rizzo a 2016-os World Series alatt hétszer futott be és öt ütéseiből befutott pontot is szerzett, mellyel elősegítette a csapatát, hogy 1908. óta megnyerjék az első World Series-címüket. A „legjobb közösségi hálózati személyiség” és a „legjobb játék: védelem” kategóriákban az Esurance MLB-díjat is elnyerte. Rizzo védőjátékával, az MLB egyesvédői között vezető tizenegy pontot mentett meg a csapatának, így az első Fielding Bible díját is megszerezte.

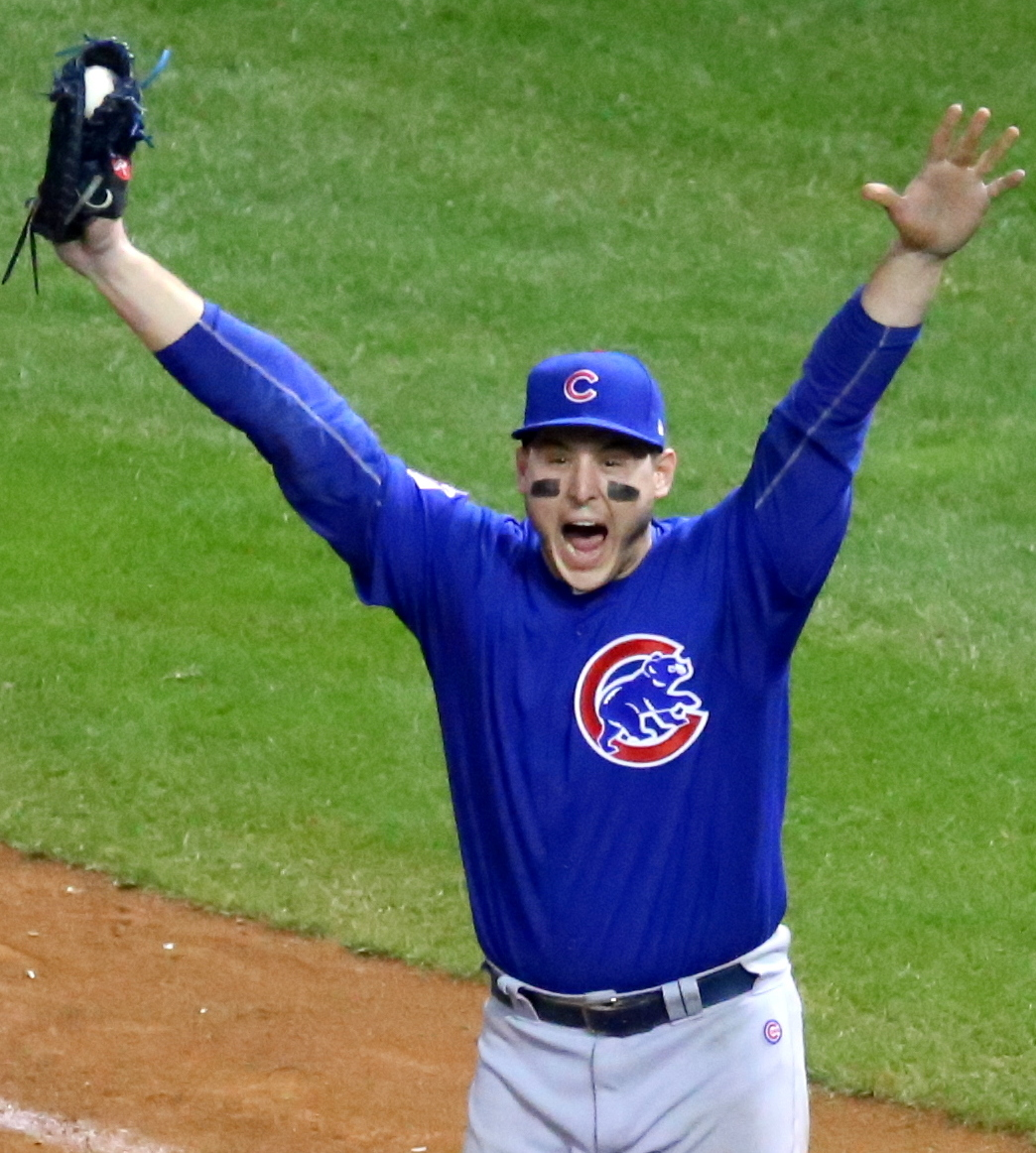
Rizzo a 2016-os World Series utolsó kiejtését ünnepli

#### 2017

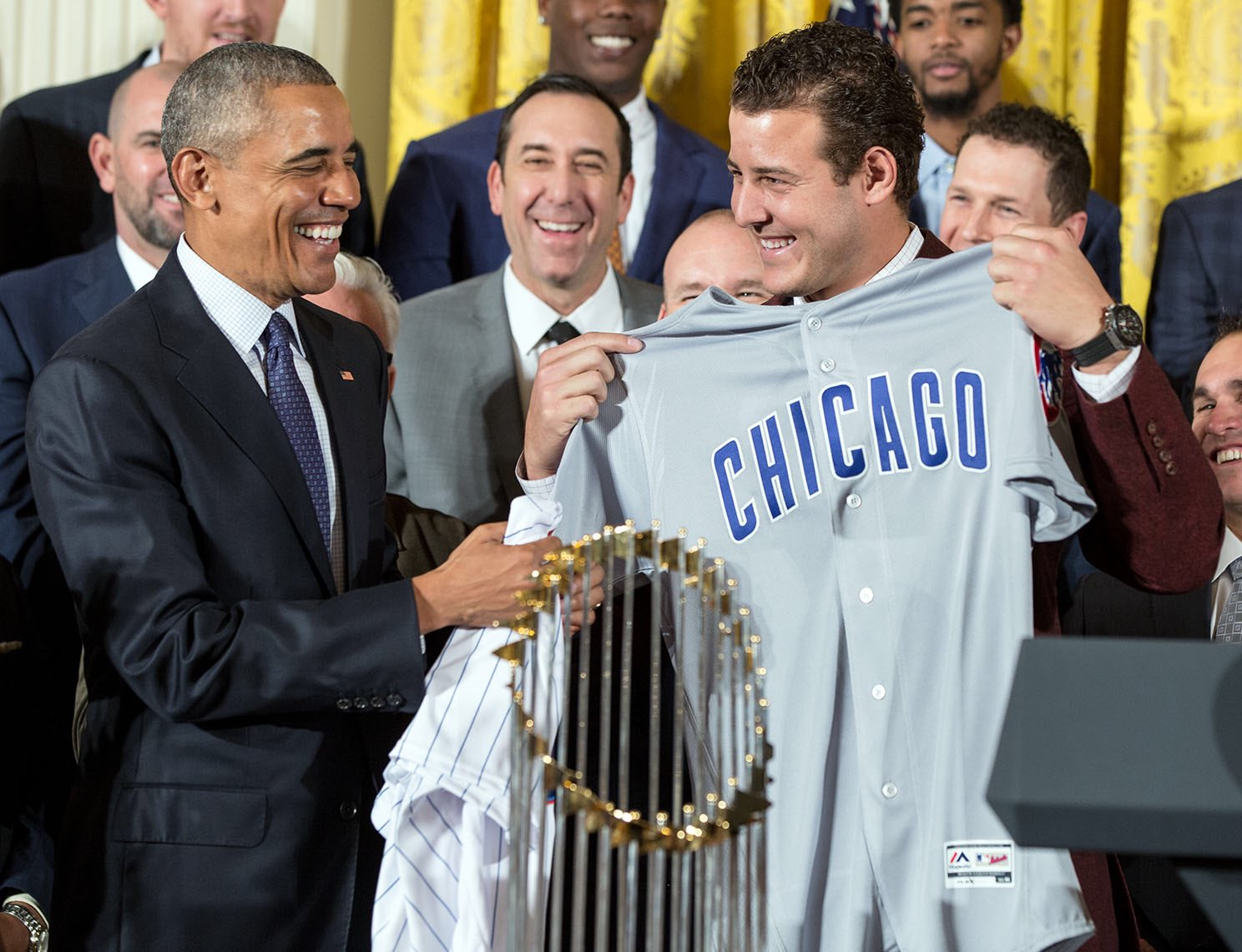
Rizzo 2017. január 16-án a Fehér Házban egy Cubs-mezet ad át Barack Obamának

A Cubs egész szezon át tartó gyatra teljesítménye miatt a június 13-i New York Mets mérkőzésen Joe Maddon edző az ütősorrend tetejére osztotta be Rizzót. A csapat a következő hét meccsből ötöt megnyert és Rizzo 4 hazafutást (hármat a meccs legelején) ütött. Rizzo június 20-ig az első hét ütősorrend tetején kezdett mérkőzésén az első játékrészben eljutott az első bázisra, így több mint fél évszázad óta ő volt az első játékos a Major League történelmében, aki biztos ütéssel nyitotta meg az első hét ütősorrend tetején kezdett játékát. A ütőszéria alatt 28 lapkán való megjelenés alkalmával 12 biztos ütést és 10 ütéseiből befutott pontot szerzett, valamint .430-es átlagot ért el. Rizzo a 2017-es All-Star játék kezdő egyesvédő választásán egy szoros végeredményű szavazás után Ryan Zimmerman Nationals-játékos után a második helyen végzett. Szeptember 2-án Hack Wilson, Billy Williams és Sammy Sosa után a negyedik Cubs-játékos lett, aki három vagy több szezonban is legalább 30 hazafutást, 40 duplát és 100 ütéseiből befutott pontot szerzett. Rizzónak elkeserítő rájátszása volt; 37 lapkára való kiállás alatt egy hazafutást, 5 biztos ütést és 6 ütéseiből befutott pontot szerzett, valamint rendkívül gyenge, .135-es ütőátlagot ért el. Október 27-én bejelentették, hogy az alapítványán keresztüli, a gyermekkori rák gyógyításért tett kutatások támogatása miatt Rizzót választották a Roberto Clemente-díj 2017-es díjazottjának. Rizzo a díj átvételekor azt nyilatkozta, hogy: „Ez hihetetlen. Ez a legcsodásabb díj, amit megnyerhetsz. Ez a valaha volt összes elismerésem elé, a középpontba fog kerülni.”

#### 2018
Rizzo 2018. április 19-én MLB-pályafutása során először, hátproblémák miatt felkerült a sérültek listájára. A május 23-i Cleveland Indians elleni meccs előtt tizenhét ligaközi hazafutással a Cubs franchise történelmének negyedik legeredményesebb játékosa volt. 2018. július 23-án rábeszélte Joe Maddon edzőt, hogy engedélyezze a dobójátékosi bemutatkozását. Két dobás kellett neki A. J. Pollock Arizona Diamondbacks-játékos kiejtéséhez.
Rizzo a 2018-as szezont 153 játék után .283-es ütőátlaggal, 25 hazafutással és 101 beütött futással zárta, illetve 20 ledobással a harmadik helyen végzett ért el. Pályafutása során második alkalommal nyerte a Aranykesztyű díjat.

#### 2019
Rizzót a 2019. szeptember 2-i Seattle Mariners elleni mérkőzésen kétszer is ledobták, átvéve Frank Chance-től (1912) a Cubs legledobottab játékosának címét. A 2019-es szezont .293/.405/.520 perjelvonallal zárta, illetve 27 hazafutást és 94 futást ütött. A szezonban ligavezető 27 alkalommal dobták le. Ismét megnyerte az Aranykesztyű díjat, pályafutása során harmadik alkalommal.

#### 2020
A Covid19-pandémia miatt 60 mérkőzésre rövidített 2020-as szezon során 58 mérkőzésen jutott szerephez, melyeken .222/.342/.414-es perjelvonalat ért el, illetve 11 hazafutást és 24 futást ütött, valamint 3 bázist lopott el. Rizzo egymást követő harmadik alkalommal is megnyerte az Aranykesztyű díjat. A szezon után a Cubs vezetősége aktiválta a Rizzo szerződésében meghatározott 16,5 millió dolláros egy éves hosszabbítást a 2021-es szezonra.

#### 2021
A 2021-es szezon során a Cubs csapatában 92 mérkőzés alatt .248/.346/.446-es perjelvonalat, 14 hazafutást, 40 beütött futást és 4 ellopott bázist ért el.

### New York Yankees

#### 2021
2021. július 29-én a Cubs a New York Yankees csapatával elcserélte Rizzót és bizonyos pénzösszeget Alexander Vizcaíno dobóért és Kevin Alcántara külsővédőért.

## Nemzetközi pályafutása
Mivel a családja a szicíliai Ciminna városából származik, ezért Rizzo a 2013-as MLB-szezon előtt úgy döntött, hogy a 2013-as World Baseball Classic során az olasz válogatottban fog szerepelni. 

## Magánélete

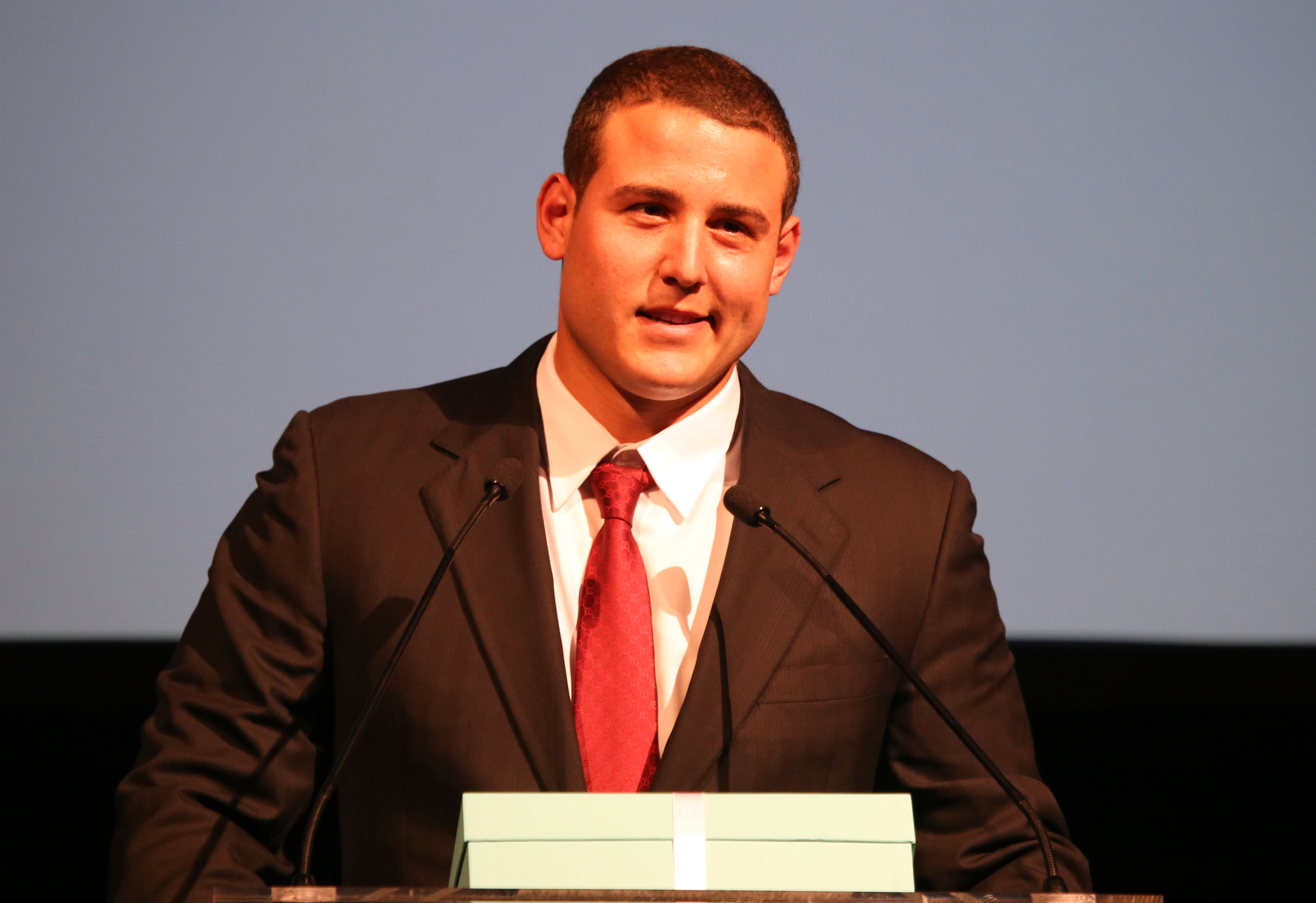
Rizzo átveszi a Heart & Hustle díjat az MLBPAA 2015-ös gálavacsoráján

Rizzónak egy bátyja, John van, aki a Florida Atlantic Egyetem amerikai futballcsapatában sorhátvédként játszott.
2008 áprilisában korai stádiumú klasszikus Hodgkin-kórt állapítottak meg nála. Hat hónapig járt kemoterápiára. Nagymamája eközben mellrákkal harcolt. 2008. szeptember 2-án Rizzo kezelőorvosa átmeneti javulást állapított meg nála, azonban még hat hét kezelés és az azt követő vizsgálatok így is előtte álltak. November 18-án Rizzo kezelőorvosa megmondta neki, hogy „normális életet élhet”. 2012-ben elindította az Anthony Rizzo Családi Alapítványt. Az alapítvány nonprofit szervezet, mellyel a rákkutatást és a betegséggel harcoló családokat kívánják támogatni. Az alapítványt teljes mértékben Rizzo családja, közeli barátai és menedzseri csapata működteti. Az alapítványt Rizzo felügyeli és vezényli. A szervezet 2017 augusztusában 3,5 millió amerikai dollárt adományozott a chicagói Lurie Gyermekkorháznak, mellyel összesen már több mint 4 millió dollárt ajánlottak fel a kórháznak.
Rizzo a „Tony” becenevet választotta a 2017-es játékosok hete alatt.
Rizzo 2017. június 1-jén megkérte barátnője, Emily Vakos kezét, akivel 2016-ban a Cubs arizonai tavaszi edzései idején ismerkedtek meg. A pár 2019. december 29-én összeházasodott.
Rizzo 2018. február 15-én beszédet mondott a parklandi iskolai lövöldözés áldozatainak tartott virrasztáson. Rizzo a Marjory Stoneman Douglas Középiskola egykori diákja és régóta Parkland lakosa. „A Stoneman Douglasben nőttem fel”, mondta elérzékenyülten Rizzo.

## Fordítás
- Ez a szócikk részben vagy egészben  az   Anthony Rizzo című angol Wikipédia-szócikk ezen változatának fordításán alapul.  Az eredeti cikk szerkesztőit annak laptörténete sorolja fel. Ez a jelzés csupán a megfogalmazás eredetét és a szerzői jogokat jelzi, nem szolgál a cikkben szereplő információk forrásmegjelöléseként.